# El Ninjo
El Ninjo (шп. El Niño) je globalni atmosfersko-okeanski fenomen koji nastaje usled fluktuacija pravaca vetrova i temperature vode u tropskom delu Tihog okeana. Sam termin „El Ninjo“ u španskom jeziku znači „mali dečak“ i odnosi se na malog Isusa, jer se efekti El Ninja najviše osećaju oko Božića. Po dosadašnjim istraživanjima, El Ninjo najverovatnije postoji od završetka poslednjeg ledenog doba. Prvobitno je nazvan po toploj okeanskoj morskoj struji koja zapljuskuje obale Perua. Donosi vlažno i kišovito vreme, te poplave u inače suvim područjima Južne Amerike, te sušno razdoblje u području Indonezije. Novija su istraživanja pokazala da se ta pojava očituje u nepravilnim razmacima od 3 do 5 godina kao anomalije u temperaturi okeanske vode (za 2 do 8 °C toplije) i u strujanjima vetrova na delu Tihog okeana zapadno od obala Čilea i Perua. Tokom razdoblja el niña menja se režim strujanja i vjetrovi tada duvaju od zapada prema istoku, toplije se vode gomilaju prema istočnim delovima Tihog okeana, podiže se nivo okeana i smanjuje debljina sloja hranjivih materija u njemu. Pokazalo se da el niño ima dalekosežan globalan uticaj na vremenske okolnosti ne samo na Tihom okeanu već i u drugim delovima sveta. 
Posledicom el niña smatraju se vanredne jake letnje padavine duž obala Ekvadora i severnog Perua, suše u južnom Peruu, severoistočnom Brazilu, Australiji i u području Sahela, te neobične vremenske pojave uzduž obala Severne Amerike, gde je uočena povećana pojava tornada. U razdoblju od 1982. do 1983. ukupne štete u svetu procenjene su na 13,09 milijardi američkih dolara, bilo je 2.098 mrtvih, a gotovo 610.000 osoba ostalo je bez krova nad glavom. Iako su učinke tih pojava dokumentovali već španski osvajači u 16. veku, naučna su istraživanja sprovedena tek u drugoj polovini 20. veka, a u poslednjoj su deceniji utvrđene promene temperature okeanske vode s pomoću satelitskih merenja i okeanskih bova, pa se učinci el niña mogu prognozirati nekoliko meseci unapred. Pojava el niña usko je vezana i uz takozvano južno kolebanje el niña (engl. ENSO – El Niño Southern Oscillation), što obuhvata i anomalno hlađenje okeanskih voda i pojačanje istočnih pasatnih vetrova, nazvano la niña, a celi ciklus toga kolebanja traje 3 do 6 godina. Za to vreme delovi Australije i Indonezije kišovitiji su nego što je normalno, a promene u kišnom režimu i toplotnim prilikama utvrđene su i za mnoge delove SAD.

## Koncept
Originalno se termin El Ninjo odnosio na godišnje slabe tople okeanske struje koje se kreću ka jugu duž obale Perua i Ekvadora oko Božića. Međutim, tokom vremena termin je evoluirao i sad se odnosi toplu i negativnu fazu El Ninjo južne oscilacije i predstavlja zagrevanje okeanske površine na nivo iznad-prosečne temperature u bilo centralnom ili istočnom tropskom Tihom okeanu. Ovo zagrevanje uzrokuje pomeranje u atmosferskoj cirkulaciji pri čemu dolazi do redukcije kišnih padavina nad Indonezijom i Australijom, i povećanja količine kiše i pojave tropskih ciklona nad tropskim Tihim okeanom. Vetrovi površinske razmene na niskim nivoima, koji normalno duvaju s istoka prema zapadu duž ekvatora, bilo slabe ili počinju da duvaju iz drugih smerova.
Istorijski se smatralo da su se El Ninjo događaji javljali hiljadama godina. Na primer, mislilo se da je El Ninjo uticao na Inka imperiju u današnjem Peruu, koji su žrtvovali ljude u pokušaju sprečavanja kiša. Naučnici su isto tako utvrdili postojanje hemijskih potpisa toplijih morskih površina i povećanih količina kiše uzrokovanih El Ninjom na koralnim uzorcima koji su oko 13.000 godina stari. Oko 1525. godine kad je Fransisko Pizaro dosegao Peru, on je uočio kišne padavine u pustinjama, što je naknadno postao prvi zapis uticaja El Ninja. Moderna istraživanja i tehnika reanalize su uspeli da nađu bar 26 El Ninjo događaja od 1900, pri čemu su 1982-83, 1997–98 i 2014–16 događaji bili među najjačim u poznatoj istoriji.
Trenutno svaka zemlja ima drugačiji prag za ono što predstavlja El Ninjo događaj, koji je prilagođen njihovim specifičnim interesima. Na primer, australijski Biro za meteorologiju razmatra razmenske vetrove, SOI, vremenske modele i temperature morske površine u Ninjo 3 i 3,4 regionima, pre deklarisanja El Ninjo pojave. Centar za predviđanje klime (CPC) Sjedinjenih Država i Međunarodni institut za istraživanje klime i društva (IRI) razmatraju temperature površine mora u Ninjo 3,4 regionu, tropsku pacifičku atmosferu i predviđanja da će NOAA okeanski Ninjo indeks biti jednak ili premašiti +0,5 °C tokom nekoliko uzastopnih sezona. S druge strane, Japanska meteorološka agencija deklariše početak El Ninjo događaja kad devijacija prosečne temperature morske površine tokom 5 meseci za NINO.3 region je preko 0,5 °C (0,90 °F) toplija. Peruanska vlada deklariše da je obalski El Ninjo u toku, ako je morska površinska temperatura u Ninjo 1 i 2 regionima, jednaka ili premašuje +0,4 °C tokom bar 3 meseca.
Ne postoji konsenzus o tome da li klimatske promene imaju bili kakav uticaj na pojavu, jačinu ili trajanje El Ninjo događaja, pošto se iz istraživanja izvode zaključci da El Ninjo događaji postaju jači, duži, kraći i slabiji.

## Pojave
Hronologija svih El Ninjo epizoda između 1900 i 2016.
Smatra se da su se El Ninjo događaji javljali hiljadama godina. Na primer, misli se da je El Ninjo uticao na Inka imperiju u današnjem Peruu, i da su oni žrtvovali ljude u pokušaju sprečavanja kiše. Smatra se da je od 1900. godine bilo najmanje 30 El Ninjo događaja, pri čemu su 1982-83, 1997–98 i 2014–16 događaji među najjačim poznatim. Od 2000. pojave El Ninja su primećene 2002–03, 2004–05, 2006–07, 2009–10 i 2014–16. Glavni ENSO događaji su zabeleženi godina 1790–93, 1828, 1876–78, 1891, 1925–26, 1972–73, 1982–83, 1997–98, i 2014–16.
Tipično se ova anomalija zbiva u iregularnim intervalima od dve do sedam godina, i traje devet meseci do dve godine. Prosečni period razmaka je pet godina. Kad ovo zagrevanje traje tokom sedam do devet meseci, to se klasifikuje kao El Ninjo „okolnosti”; kad je trajanje duže, to se klasifikuje kao El Ninjo „epizoda”. Nema konsenzusa o tome da li će klimatske promene imati bilo kakvog uticaja na pojavu, jačinu ili trajanje El Ninjo događaja.
Tokom jakih El Ninjo epizoda, sekundarni vrhunac temperature površine morske vode širom istočnog ekvatorijalnog Tihog okeana ponekad sledi inicijalni vrhunac.

## Nastanak
Voda oko Indonezije je uobičajeno toplija nego kod Perua, a postoje i odgovarajuće razlike u vazdušnom pritisku iznad tih oblasti. Tačnije, iznad južne američke obale pritisak je veći nego iznad Indonezije. Posledično, vetrovi koji pretežno duvaju u ekvatorskoj oblasti (Pasati) imaju relativno stalan smer (od istoka ka zapadu). Kada dođe do obrtanja vetrova, topla voda se premešta ka obali Perua što kao posledicu ima enormne kiše. Sa druge strane, tokom jakih El Ninja monsuni u Indiji izostaju usled priliva hladne vode i nastaju suše.
Nasuprot El Ninju, postoji i La Ninja, koja je zapravo jako „normalno stanje“. Tokom La Ninje, voda oko Indonezije je toplija nego uobičajeno što izaziva jače oluje i poplave dok u drugim delovima sveta izaziva suše. Poslednji El Ninjo je trajao od septembra 2006. do marta/aprila 2007.

## Istorija
Termin „El Ninjo“ je prvi put upotrebljen u naučnoj javnosti 1892. godine, kada je kapetan Kamilo Karilona na kongresu geografskog društva u Limi izvestio da toplu struju ribari i moreplovci oko Perua zovu „El Ninjo“. Tokom gotovo celog 20. veka se smatralo da je El Ninjo lokalni fenomen i do 1982/83. godine nije bilo znatnog interesa naučne zajednice. Tokom 1998. je zabeležen jedan od najvećih El Ninja tokom kojeg je izumrlo oko 16% koralnih grebena na planeti
Od tada se posvećuje dosta pažnje izučavanju El Ninja.

### Prethodne pojave
El ninjo se pojavljuje u periodima od dve do sedam godina bar poslednjih trista godina; većinom su u pitanju fenomeni slabijeg intenziteta. Jak El Ninjo se pojavio između 1790-93, 1828, 1876-78, 1891, 1925-26, 1982-83, i 1997-98. Novija El Ninja su se desila 1986-87, 1991-92, 1993, 1994, 1997-98, 2002-03 i 2006-07.

## Literatura
- Davis, Mike (2001). Late Victorian Holocausts: El Niño Famines and the Making of the Third World. London: Verso. стр. 271. ISBN 978-1-85984-739-8.
- K.E. Trenberth, F.; P.D. Jones; Ambenje; Bojariu; Easterling; Tank, A. Klein; Parker; Rahimzadeh; J.A. Renwick; M. Rusticucci; B. Soden; P. Zhai. „Observations: Surface and Atmospheric Climate Change”.  Ур.: Solomon, S.; D. Qin; M. Manning; Z. Chen; M. Marquis; K.B. Averyt; M. Tignor; H.L. Miller. Climate Change 2007: The Physical Science Basis. Contribution of Working Group I to the Fourth Assessment Report of the Intergovernmental Panel on Climate Change. Cambridge, UK: Cambridge University Press. стр. 235—336. Архивирано из оригинала 24. 09. 2017. г. Приступљено 02. 09. 2017.
- Caviedes, César N. (2001). El Niño in History: Storming Through the Ages. Gainesville: University of Florida Press. ISBN 978-0-8130-2099-0.
- Fagan, Brian M. (1999). Floods, Famines, and Emperors: El Niño and the Fate of Civilizations. New York: Basic Books. ISBN 978-0-7126-6478-3.
- Glantz, Michael H. (2001). Currents of change. Cambridge: Cambridge University Press. ISBN 978-0-521-78672-0.
- Philander, S. George (1990). El Niño, La Niña and the Southern Oscillation. San Diego: Academic Press. ISBN 978-0-12-553235-8.
- Kuenzer, C.; Zhao, D.; Scipal, K.; Sabel, D.; Naeimi, V.; Bartalis, Z.; Hasenauer, S.; Mehl, H.; Dech, S.; Waganer, W. (2009). „El Niño southern oscillation influences represented in ERS scatterometer-derived soil moisture data”. Applied Geography. 29 (4): 463—477. doi:10.1016/j.apgeog.2009.04.004.
- Li, J.; Xie, S.-P.; Cook, E.R.; Morales, M.; Christie, D.; Johnson, N.; Chen, F.; d’Arrigo, R.; Fowler, A.; Gou, X.; Fang, K. (2013). „El Niño modulations over the past seven centuries”. Nature Climate Change. 3 (9): 822—826. Bibcode:2013NatCC...3..822L. doi:10.1038/nclimate1936.

## Spoljašnje veze
- „El Ninjo“, objašnjenje El Ninja i El Ninje, pruža podatke u realnom vremenu, vremenske prognoze, animacije, odgovore na često postavljena pitanja, i drugo.
- El Ninjo na sajtu meteosrbija.rs[мртва веза]
- El Ninjo na sajtu NOAA
- El Ninjo i La Ninja u izveštaju Erika Lajmana u okviru Crvenog Krsta
- NOAA El Niño & La Niña (El Niño-Southern Oscillation) Архивирано на веб-сајту  (4. фебруар 2016)
- FAO response to El Niño Архивирано на веб-сајту  (3. мај 2021)
- Latest El Niño/La Niña Watch Data
- Ocean Motion: El Niño
- El Niño Theme Page
- What is El Niño?
- Kelvin Wave Renews El Niño — NASA, Earth Observatory image of the day, 2010, 21 March
- Climate Prediction Center: ENSO Diagnostic Discussion
- Weather maps - Southeast Asia - meteoblue